# Marie Kristýna Saská
Marie Kristýna Saská (Marie Kristýna Albertina Karolína Saská, 7. prosince 1770, Drážďany – 24. listopadu 1851, Paříž) byla rodem princezna saská a díky prvnímu sňatku i kněžna z Carignana. Po druhém sňatku se stala také kněžnou z Montléart.

## Život

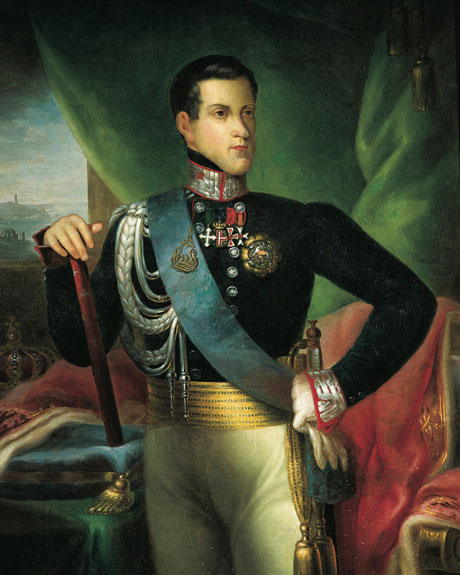
Mariin syn Karel Albert

Marie Kristýna, celým jménem Marie Kristýna Albertina Karolína, se narodila 7. prosince 1770 z morganackého manželství prince Karla Saského, syna Augusta III. Polského, a hraběnky Franzisky von Corvin-Krasińské. Marie Kristýna byla jediným dítětem z tohoto manželství. Karel a Franziska se z lásky tajně vzali ve Varšavě v roce 1760.
Marie Kristýna měla poměrně šťastné dětství a v rukou soukromých lektorů a vychovatelů se učila filozofii, zeměpisu, literatuře, hudbě, tanci i několika cizím jazykům (němčině, italštině, francouzštině, polštině a angličtině).
V roce 1824 Marie Kristýna a její druhý manžel koupili a obnovili zámek Wilhelminenberg na vrchu Gallitzinberg ve vídeňském okrsku Ottakring.
Marie Kristýna zemřela v Paříži dne 24. listopadu 1851 ve věku 80. Její manžel ji přežil o více než deset let.

## Manželství a děti
Dne 24. října 1797 si v Turíně vzala Karla Emanuela, knížete z Carignano, syna Viktora Amadea a jeho manželky Josefíny Lotrinské. Spolu měli dvě děti; syna a dceru. Karel ale již tři roky po svatbě zemřel a to ve francouzském vězení.
- Karel Albert Sardinský (2. října 1798 – 28. července 1849), vévoda savojský, piemontský a aostský, kníže carignanský, sardinsko-piemontský král od roku 1831 až do své smrti, ⚭ 1817 Marie Tereza Toskánská (21. března 1801 – 12. ledna 1855)
- Alžběta Savojská (13. dubna 1800 – 25. prosince 1856), ⚭ 1820 Rainer Josef Habsbursko-Lotrinský (30. září 1783 – 16. ledna 1853), ,ístodržící lombardsko-benátského království

Marii Kristýně ale manželovou smrtí život neskončil, naopak. Znovu se vdala, tentokrát za Julia Maxmiliána de Montléart (1787–1865), 6. markýze de Rumont a 1. knížete de Montléart. Jejich svatba se konala 1. února 1810 v Paříži, avšak jejich první dvě děti, dva synové, se narodily ještě před svatbou. Marie Kristýna a Julius spolu měli celkem pět dětí.
- Jules Mořic de Montléart (28. 11. 1807 Avignon – 16. 3. 1887 Vídeň), legitimizován po svatbě svých rodičů, 2. kníže de Montléart[2]
⚭ 1855 Wilhelmine von Arnold Fitzgerald (23. 3. 1820 Dublin – 25. 3. 1895 Vídeň)[3]
- Ludvík de Bathilde Montléart (1809–1823), legitimizován po svatbě svých rodičů, zemřel mladý
- Berta Marie de Montléart (1811–1831), zemřela mladá
- Bedřiška Augusta (1814–1885), po rozvodu s manželem spáchala sebevraždu
- Markéta Julie de Montléart (1822–1832), zemřela mladá

## Tituly a oslovení
- 7. prosince 1770 – 24. října 1797: Její královská Výsost princezna Marie Kristýna Saská, vévodkyně Kuronska a Zemgalska
- 24. října 1797 – 16. srpna 1800: Její královská Výsost kněžna z Carignano, princezna Savojská
- 16. srpna 1800 – 1. února 1810: Její královská Výsost kněžna vdova z Carignano a princezna vdova Savojská
- 1. února – 24. listopadu 1851: Její královská Výsost kněžna Montléartská, markýza de Rumont, princezna vdova Savojská, kněžna vdova z Carignano

## Vývod z předků
|                      |                                       |  |                       |                                         |  |  |  |  |  |  |  | Jan Jiří III. Saský |
|                      |                                       |  |                       |                                         |  |  |  |  |  |  |  |                     |
|                      | August II. Silný                      |  |                       |                                         |  |  |  |  |  |  |  |                     |
|                      |                                       |  |                       |                                         |  |  |  |  |  |  |  |                     |
|                      |                                       |  |                       | Anna Žofie Dánská                       |  |  |  |  |  |  |  |                     |
|                      |                                       |  |                       |                                         |  |  |  |  |  |  |  |                     |
|                      | August III. Polský                    |  |                       |                                         |  |  |  |  |  |  |  |                     |
|                      |                                       |  |                       |                                         |  |  |  |  |  |  |  |                     |
|                      |                                       |  |                       | Kristián Arnošt Braniborsko-Bayreuthský |  |  |  |  |  |  |  |                     |
|                      |                                       |  |                       |                                         |  |  |  |  |  |  |  |                     |
|                      | Kristýna Eberhardýna Hohenzollernská  |  |                       |                                         |  |  |  |  |  |  |  |                     |
|                      |                                       |  |                       |                                         |  |  |  |  |  |  |  |                     |
|                      |                                       |  |                       | Žofie Luisa Württembersko-Winnentalská  |  |  |  |  |  |  |  |                     |
|                      |                                       |  |                       |                                         |  |  |  |  |  |  |  |                     |
|                      | Karel Saský                           |  |                       |                                         |  |  |  |  |  |  |  |                     |
|                      |                                       |  |                       |                                         |  |  |  |  |  |  |  |                     |
|                      |                                       |  |                       | Leopold I. Habsburský                   |  |  |  |  |  |  |  |                     |
|                      |                                       |  |                       |                                         |  |  |  |  |  |  |  |                     |
|                      | Josef I. Habsburský                   |  |                       |                                         |  |  |  |  |  |  |  |                     |
|                      |                                       |  |                       |                                         |  |  |  |  |  |  |  |                     |
|                      |                                       |  |                       | Eleonora Magdalena Falcko-Neuburská     |  |  |  |  |  |  |  |                     |
|                      |                                       |  |                       |                                         |  |  |  |  |  |  |  |                     |
|                      | Marie Josefa Habsburská               |  |                       |                                         |  |  |  |  |  |  |  |                     |
|                      |                                       |  |                       |                                         |  |  |  |  |  |  |  |                     |
|                      |                                       |  |                       | Jan Fridrich Brunšvicko-Lüneburský      |  |  |  |  |  |  |  |                     |
|                      |                                       |  |                       |                                         |  |  |  |  |  |  |  |                     |
|                      | Amálie Vilemína Brunšvicko-Lüneburská |  |                       |                                         |  |  |  |  |  |  |  |                     |
|                      |                                       |  |                       |                                         |  |  |  |  |  |  |  |                     |
|                      |                                       |  |                       | Benedikta Jindřiška Falcko-Simmernská   |  |  |  |  |  |  |  |                     |
|                      |                                       |  |                       |                                         |  |  |  |  |  |  |  |                     |
| Marie Kristýna Saská |                                       |  |                       |                                         |  |  |  |  |  |  |  |                     |
|                      |                                       |  |                       |                                         |  |  |  |  |  |  |  |                     |
|                      |                                       |  | Mikołaj Jan Krasiński |                                         |  |  |  |  |  |  |  |                     |
|                      |                                       |  |                       |                                         |  |  |  |  |  |  |  |                     |
|                      | Aleksander Krasiński                  |  |                       |                                         |  |  |  |  |  |  |  |                     |
|                      |                                       |  |                       |                                         |  |  |  |  |  |  |  |                     |
|                      |                                       |  |                       |                                         |  |  |  |  |  |  |  |                     |
|                      |                                       |  |                       |                                         |  |  |  |  |  |  |  |                     |
|                      | Stanislav Corvin-Krasiński            |  |                       |                                         |  |  |  |  |  |  |  |                     |
|                      |                                       |  |                       |                                         |  |  |  |  |  |  |  |                     |
|                      |                                       |  |                       | Karel Kristián Saský                    |  |  |  |  |  |  |  |                     |
|                      |                                       |  |                       |                                         |  |  |  |  |  |  |  |                     |
|                      | Salomea Trzcińska                     |  |                       |                                         |  |  |  |  |  |  |  |                     |
|                      |                                       |  |                       |                                         |  |  |  |  |  |  |  |                     |
|                      |                                       |  |                       | Františka Corvin-Krasińská              |  |  |  |  |  |  |  |                     |
|                      |                                       |  |                       |                                         |  |  |  |  |  |  |  |                     |
|                      | Františka Corvin-Krasińska            |  |                       |                                         |  |  |  |  |  |  |  |                     |
|                      |                                       |  |                       |                                         |  |  |  |  |  |  |  |                     |
|                      |                                       |  |                       | August III. Polský                      |  |  |  |  |  |  |  |                     |
|                      |                                       |  |                       |                                         |  |  |  |  |  |  |  |                     |
|                      | Stefan Humięcki                       |  |                       |                                         |  |  |  |  |  |  |  |                     |
|                      |                                       |  |                       |                                         |  |  |  |  |  |  |  |                     |
|                      |                                       |  |                       | Marie Josefa Habsburská                 |  |  |  |  |  |  |  |                     |
|                      |                                       |  |                       |                                         |  |  |  |  |  |  |  |                     |
|                      | Aniela Humięcka                       |  |                       |                                         |  |  |  |  |  |  |  |                     |
|                      |                                       |  |                       |                                         |  |  |  |  |  |  |  |                     |
|                      |                                       |  |                       | Stanisław Krasiński                     |  |  |  |  |  |  |  |                     |
|                      |                                       |  |                       |                                         |  |  |  |  |  |  |  |                     |
|                      | Katarzyna Krosnowska                  |  |                       |                                         |  |  |  |  |  |  |  |                     |
|                      |                                       |  |                       |                                         |  |  |  |  |  |  |  |                     |
|                      |                                       |  |                       |                                         |  |  |  |  |  |  |  |                     |
|                      |                                       |  |                       |                                         |  |  |  |  |  |  |  |                     |